# Дьяченко, Алекс
Александр Масквелл Дьяченко (англ. Alexander Maxwell Diachenko; 21 марта 1919 — 10 марта 1943) — моряк ВМС США, член экипажа эсминца «Эберли», погибший во время боевых действий. Посмертно награждён Серебряной звездой.

## Биография
Родился 21 марта 1919 года в Хартфорде, штат Коннектикут, в семье украинских эмигрантов. 24 сентября 1940 года добровольцем поступил на службу в ВМС США, окончил машинную школу и получил звание трюмного машиниста 2-го класса (петти-офицер 2-го класса). Нёс службу на эсминце «Эберли» (Eberle).
10 марта 1943 года эсминец перехватил в Южной Атлантике немецкий блокадопрорыватель «Карин» (нем. Karin). Дьяченко вошёл в состав абордажной команды, которая попыталась обезвредить установленные на корабле немецким экипажем заряды: на борту находился некий ценный груз. Однако вскоре прогремели несколько взрывов, после чего прорыватель блокады затонул. Семь моряков, в том числе Дьяченко, погибли.
Каждого из семи погибших моряков наградили посмертно «за примерное поведение и верность долгу» Серебряной Звездой, а их имена были присвоены новым эскортным эсминцам. В частности, именем Дьяченко был назван корабль USS Diachenko, изначально являвшийся эскортным эсминцем (DE-690) и переквалифицированный в быстроходные войсковые транспорты (LPR-123, позже APD-123), прослуживший с 1944 по 1969 годы в составе ВМС США.